# 1977 no cinema

## Eventos
- 25 de maio - É lançado mundialmente o primeiro filme da saga Star Wars, uma criação de George Lucas que haveria de se tornar um clássico da ficção científica e um dos maiores sucessos comerciais do cinema norte-americano[1].

## Principais filmes estreados em 1977
- 3 Women, de Robert Altman, com Shelley Duvall e Sissy Spacek
- Der amerikanische Freund, de Wim Wenders, com Bruno Ganz, Dennis Hopper e Nicholas Ray
- Anima persa, de Dino Risi, com Vittorio Gassman e Catherine Deneuve
- Annie Hall, de e com Woody Allen e com Diane Keaton, Christopher Walken e Shelley Duvall
- Audrey Rose, de Robert Wise, com Marsha Mason e Anthony Hopkins
- Bobby Deerfield, de Sydney Pollack, com Al Pacino e Marthe Keller
- Un borghese piccolo piccolo, de Mario Monicelli, com Alberto Sordi e Shelley Winters
- A Bridge Too Far, de Richard Attenborough, com Dirk Bogarde, James Caan, Michael Caine, Sean Connery, Gene Hackman, Anthony Hopkins, Laurence Olivier, Ryan O'Neal, Robert Redford e Liv Ullmann
- Capricorn One, de Peter Hyams, com Elliott Gould, James Brolin, Sam Waterston e Telly Savalas
- Cet obscur objet du désir, de Luis Buñuel, com Fernando Rey, Carole Bouquet e Ángela Molina
- Close Encounters of the Third Kind, de Steven Spielberg, com Richard Dreyfuss e François Truffaut
- Cross of Iron, de Sam Peckinpah, com James Coburn, Maximilian Schell e James Mason
- Czlowiek z marmuru, de Andrzej Wajda, com Jerzy Radziwilowicz e Krystyna Janda
- The Deep, de Peter Yates, com Robert Shaw, Jacqueline Bisset, Nick Nolte e Louis Gossett Jr.
- Di Cavalcanti, de Glauber Rocha, com Joel Barcellos, Marina Montini e Antônio Pitanga
- The Duellists, de Ridley Scott, com Keith Carradine, Harvey Keitel e Albert Finney
- Elisa, vida mía, de Carlos Saura, com Fernando Rey e Geraldine Chaplin
- Equus, de Sidney Lumet, com Richard Burton, Peter Firth e Jenny Agutter
- Eraserhead, de David Lynch
- Una giornata particolare, de Ettore Scola, com Sophia Loren e Marcello Mastroianni
- The Goodbye Girl, de Herbert Ross, com Richard Dreyfuss e Marsha Mason
- High Anxiety, de e com Mel Brooks
- L'homme qui aimait les femmes, de François Truffaut
- Ifigeneia, de Michael Cacoyannis
- In nome del papa re, de Luigi Magni, com Nino Manfredi e Ettore Manni
- The Last Wave, de Peter Weir, com Richard Chamberlain
- Neokonchennaya pyesa dlya mekhanicheskogo pianino, de Nikita Mikhalkov
- New York, New York, de Martin Scorsese, com Liza Minnelli e Robert De Niro
- Opening Night, de e com John Cassavetes e com Gena Rowlands e Ben Gazzara
- Orca, de Michael Anderson, com Richard Harris, Charlotte Rampling, Bo Derek e Robert Carradine
- Padre padrone, de Paolo e Vittorio Taviani, com Omero Antonutti
- Providence, de Alain Resnais, com Dirk Bogarde, Ellen Burstyn e John Gielgud
- The Serpent's Egg, de Ingmar Bergman, com David Carradine e Liv Ullmann
- Soldaat van Oranje, de Paul Verhoeven, com Rutger Hauer e Jeroen Krabbé
- The Spy Who Loved Me de Lewis Gilbert, com Roger Moore, Barbara Bach e Curd Jürgens
- La stanza del vescovo, de Dino Risi, com Ugo Tognazzi, Ornella Muti e Patrick Dewaere
- Star Wars, de George Lucas, com Mark Hamill, Harrison Ford, Carrie Fisher e Alec Guinness
- Stroszek, de Werner Herzog
- Suspiria, de Dario Argento
- Un taxi mauve, de Yves Boisset, com Charlotte Rampling, Philippe Noiret, Peter Ustinov e Fred Astaire
- L'une chante, l'autre pas, de Agnès Varda
- Voskhozhdeniye, de Larisa Shepitko, com Anatoli Solonitsyn
- Herbie Goes to Monte Carlo, de Vincent McEveety, com Dean Jones e Don Knotts

|  | Herbie Rides Again(1974) |

| Herbie Goes Bananas(1980) |

|  | Herbie Rides Again(1974) |

| Herbie Goes Bananas(1980) |

Herbie Goes to Monte Carlo é uma comédia de ação estadunidense de 1977, dirigida por Vincent McEveety para a Walt Disney Productions. É o terceiro filme da série com Herbie, o Fusca de corrida com mente própria.

## Índice
- 1Elenco
- 2Sinopse
- 3Quadrinhos
- 4Ver também
- 5Referências

## Elenco[editar | editar código-font
|  | Herbie Rides Again(1974) |

| Herbie Goes Bananas(1980) |

|  | Herbie Rides Again(1974) |

| Herbie Goes Bananas(1980) |

Herbie Goes to Monte Carlo é uma comédia de ação estadunidense de 1977, dirigida por Vincent McEveety para a Walt Disney Productions. É o terceiro filme da série com Herbie, o Fusca de corrida com mente própria.

## Índice
- 1Elenco
- 2Sinopse
- 3Quadrinhos
- 4Ver também
- 5Referências

## Elenco[editar | editar código-fonte]
- Dean Jones .... Jim Douglas
- Don Knotts ....

## Nascimentos
| Data           | Nome                  | Profissão             | Nacionalidade         | Observações | Ref |
| -------------- | --------------------- | --------------------- | --------------------- | ----------- | --- |
| 13 de janeiro  | Orlando Bloom         | ator                  | Reino Unido           |             |     |
| 19 de janeiro  | Bart, o Urso          | urso ator             | Estados Unidos        | m. 2000     |     |
| 21 de janeiro  | Jerry Trainor         | ator                  | Estados Unidos        |             |     |
| 8 de março     | James Van Der Beek    | ator                  | Estados Unidos        |             |     |
| 11 de março    | Megahn Perry          | atriz                 | Estados Unidos        |             |     |
| 24 de março    | Jessica Chastain      | atriz                 | Estados Unidos        |             |     |
| 2 de abril     | Michael Fassbender    | ator                  | Alemanha Irlanda      |             |     |
| 14 de abril    | Sarah Michelle Gellar | atriz                 | Estados Unidos        |             |     |
| 17 de maio     | Alessandra Maestrini  | atriz                 | Brasil                |             |     |
| 1 de junho     | Danielle Harris       | atriz                 | Estados Unidos        |             |     |
| 14 de junho    | Camila Pitanga        | atriz                 | Brasil                |             |     |
| 25 de junho    | Fernanda Lima         | atriz e apresentadora | Brasil                |             |     |
| 1 de julho     | Liv Tyler             | atriz                 | Estados Unidos        |             |     |
| 18 de julho    | Kelly Reilly          | atriz                 | Reino Unido           |             |     |
| 19 de julho    | Danny Roberts         | ator                  | Estados Unidos        |             |     |
| 27 de julho    | Jonathan Rhys Meyers  | ator                  | Irlanda               |             |     |
| 25 de agosto   | Jonathan Togo         | ator                  | Estados Unidos        |             |     |
| 21 de setembro | Daniele Suzuki        | atriz                 | Brasil                |             |     |
| 30 de outubro  | Roberta Gualda        | atriz                 | Brasil                |             |     |
| 3 de novembro  | Aria Giovanni         | modelo e atriz        | Estados Unidos        |             |     |
| 10 de novembro | Brittany Murphy       | atriz                 | Estados Unidos        |             |     |
| 21 de novembro | Mariana Treviño       | atriz                 | México                |             |     |
| 23 de novembro | Lateef Crowder        | ator e capoeirista    | Brasil Estados Unidos |             |     |
| 9 de dezembro  | Andreia Diniz         | atriz e manequim      | Portugal              |             |     |
| 29 de dezembro | Katherine Moennig     | atriz                 | Estados Unidos        |             |     |

## Mortes
| Data           | Nome                  | Profissão                            | Nacionalidade                | Observações | Ref |
| -------------- | --------------------- | ------------------------------------ | ---------------------------- | ----------- | --- |
| 12 de janeiro  | Henri-Georges Clouzot | cineasta                             | França                       | n. 1907     |     |
| 14 de janeiro  | Peter Finch           | ator                                 | Reino Unido                  | n. 1916     |     |
| 11 de abril    | Jacques Prévert       | poeta, roteirista e cineasta         | França                       | n. 1900     |     |
| 2 de maio      | Isaura Bruno          | atriz                                | Brasil                       | n. 1916     |     |
| 10 de maio     | Joan Crawford         | atriz                                | Estados Unidos               | n. 1904     |     |
| 2 de junho     | Stephen Boyd          | ator                                 | Reino Unido / Estados Unidos | n. 1931     |     |
| 3 de junho     | Roberto Rossellini    | cineasta                             | Itália                       | n. 1906     |     |
| 16 de agosto   | Elvis Presley         | cantor e ator                        | Estados Unidos               | n. 1935     |     |
| 19 de agosto   | Groucho Marx          | ator e comediante                    | Estados Unidos               | n. 1890     |     |
| 29 de agosto   | Jean Hagen            | atriz                                | Estados Unidos               | n. 1923     |     |
| 14 de outubro  | Bing Crosby           | cantor e ator                        | Estados Unidos               | n. 1903     |     |
| 25 de dezembro | Charles Chaplin       | ator, realizador, cantor e dançarino | Reino Unido / Estados Unidos | n. 1889     |     |
| 26 de dezembro | Howard Hawks          | ator e produtor                      | Estados Unidos               | n. 1896     |     |